# ダニエル・ロト
ダニエル・ロト（フランス語: Daniel Roth, 1942年10月31日 - ）は、フランスのオルガニスト、作曲家。息子に指揮者のフランソワ＝グザヴィエ・ロト、ヴァイオリニストのヴァンサン・ロトがいる。

## 経歴
1942年、ミュルーズ生まれ。地元の音楽院を経てパリ音楽院に進学し、モーリス・デュリュフレに和声、マルセル・ビッチュに対位法、アンリエット・ピュイグ＝ロジェにピアノ、ロランド・ファルシネッリにオルガンと即興演奏を学ぶ。またマリー＝クレール・アランの薫陶も受けた。1963年にファルシネッリの後任としてサクレ・クール寺院のオルガニストに就任し、1973年にサン＝シュルピス教会のオルガニストに転じた。
教育者としては、1973年からマルセイユ音楽院で教鞭を執り、1979年にはストラスブール音楽院に転出して1988年まで務めた。1995年から2007年までフランクフルト音楽院で後進の指導に当たった。

## 註
1. ↑  “Parijse organist Daniel Roth 75 jaar – exclusief interview”. 2018年12月27日時点のオリジナルよりアーカイブ。2018年12月27日閲覧。
2. ↑  ダニエル・ロト - Discogs（英語）
3. ↑  アーカイブ 2016年4月16日 - ウェイバックマシン

| スタブアイコン | サブスタブ | この項目は、まだ閲覧者の調べものの参照としては役立たない、人物に関連した書きかけの項目です。この項目を加筆・訂正などしてくださる協力者を求めています（P:人物伝/PJ:人物伝）。 |